# Săsenii Noi, Buzău
Săsenii Noi este un sat în comuna Vernești din județul Buzău, Muntenia, România. Se află în partea centrală a județului, în Subcarpații de Curbură, la poalele estice ale Dealului Istrița. La recensământul din 2002 avea o populație de 343 locuitori.
Satele cu numele de Săseni din actuala comună Vernești au fost populate prin secolul al XVII-lea de coloniști sași din Transilvania, românizați în decursul timpului. În secolul al XIX-lea, ele au făcut parte din comuna Gura Nișcovului, desființată în 1968.

## Monumente istorice
- Ansamblul Bisericii "Sf. Ioan", (sec. XIX), cod LMI BZ-II-a-B-02479